# 重差术
重差术，中国古代数学中的一种应用勾股测量方法。
古代测望数学的一种重要方法，汉代发展起来的一个新的数学分支。《九章算术》的测望问题都是端旁互见，没有可望而不可及的对象。西汉人开始用数学方法测望太阳的高远，最早出现于《周髀算经》“测日高远”，《淮南子》有重差术的雏形。刘徽《九章算术注序》说:“凡望极高、测绝深而兼知其远者必用重差。勾股则必以重差为率，故曰重差也。”该方法需要用两次表或矩重复测量，并以两个测得的数据的差进行计算，故称之为重差。重差术是用于测量那些不可达到的远距离，其旨趣在于测望超邈如太阳那样的对象。测太阳的方法是“立两表于洛阳之城，令高八尺。南北各尽平地，同日度其正中之时，以景差为法，表高乘表间为实，实如法而一。所得加表高，即日去地也。以南表之景乘表间为实，实如法而一，即为从南表至南戴日下也。”刘徽阐发此算法：表高h，两表距离（表间）d，前表影长s1，后表影长s2。公式：日去地=表高×表间÷影差+表高，南表至戴日下=南表影×表间÷影差。这就是重表法。“以重差为率”是用两次差并通过比例相似（“率”）进行计算。刘徽通过实践，看到了重差术的用途，进而研究，写出《重差》一书，附在《九章算术》之末。《重差》共九个问题，三种解法。有重表法（立两个等高的竿）、累矩法（用两个矩代替“表”）、绳表法（连索法，用绳和“表”），这是三种最基本的解法，本质上没有区别。刘徽还设计了三望、四望等更复杂的测望问题。唐代将《重差》单行，称为《海岛算经》。在不使用角与三角函数概念的情况下，重差术在中国古代测量学中与西方的平面三角术具有同样的作用。